# El Rincón, Otáez
El Rincón är en ort i Mexiko.   Den ligger i kommunen Otáez och delstaten Durango, i den centrala delen av landet, 900 km nordväst om huvudstaden Mexico City. El Rincón ligger 1 469 meter över havet och antalet invånare är 160.
Terrängen runt El Rincón är kuperad åt nordost, men åt sydväst är den bergig. El Rincón ligger nere i en dal. Runt El Rincón är det mycket glesbefolkat, med 6 invånare per kvadratkilometer. Närmaste större samhälle är Nuevo San Diego, 19,2 km norr om El Rincón. I omgivningarna runt El Rincón växer huvudsakligen savannskog.